# Jack Anglin
Jack Anglin (Franklin, 13 mei 1916 - 7 maart 1963) was een Amerikaanse countryzanger, vooral bekend als lid van The Anglin Brothers, en later Johnnie & Jack met Johnnie Wright.

## Carrière
Anglin werd geboren op een boerderij in Franklin als zoon van John B. en Lue Anglin-Tucker. Jack leerde op jonge leeftijd gitaar spelen van zijn vader. Tegen de tijd dat hij veertien was, zong en speelde Jack gitaar bij lokale radiostations, hoewel hij geen muziek kon lezen. In 1930 verhuisde een jonge Anglin van de familieboerderij naar Nashville in de hoop zijn dromen na te jagen om muzikant te worden. Jack en zijn broers Van en Jim begonnen op te treden als de Anglin Twins en Red. Toen de muziek van het trio werd opgepikt door zuidelijke radiostations, veranderde de band van naam in The Anglin Brothers. De familieband zou later in 1939 ontbinden.
Rond de tijd dat de broederband uit elkaar ging, werkte Jack bij een plaatselijke kousenfabriek en leerde hij zijn toekomstige vrouw Louise kennen en via haar, haar broer Johnnie Wright. In die tijd waren Wright, zijn vrouw Murial (Kitty Wells) en Louise vaste gasten bij WSIX-AM als Johnnie Wright and the Harmony Girls. Jack sloot zich aan bij Wrights neven-optreden als Johnnie Wright and the Happy Roving Cowboys, nu met Jack Anglin. Wright en Anglin traden voor het eerst samen op als duo tijdens een benefietconcert voor de slachtoffers van de Louisville/Nashville-vloed van 1936 onder de artiestennaam The Backwater Boys, na het optreden van de Harmony Girls. Johnnie en Jack deelden een band die veel sterker was dan een gedeelde geboortedatum. Na dat optreden besloten Wright en Anglin om hun samenwerking officieel te maken en vormden ze het muziekduo Johnnie en Jack waardoor ze beroemd werden. Het duo stond bekend om hun combinatie van sombere teksten, huiselijke harmonieën en echte Zuid-Amerikaanse beats. Anglin speelde de slaggitaar en de tenorzang, terwijl Wright de leiding nam. Anglin maakte indruk op het publiek met zijn opname van de kalebas als muziekinstrument in sommige van hun liedjes. Elf jaar lang stond het duo onder contract bij RCA Victor Records. Ze tekenden hun definitieve contract bij Decca Records.

### Roem
Johnnie en Jack toerden door Tennessee tot 1940, toen ze besloten om met hun show op pad te gaan. Om de reis te betalen, verkocht Johnnie Wright zijn timmergereedschap voor benzinegeld. Ironisch genoeg ging het duo twee jaar later uit elkaar vanwege een geschil over benzinegeld. Jack Anglin ging terug naar Nashville en begon op te treden in de Grand Ole Opry als onderdeel van de Smoky Mountain Boys-band van Roy Acuff. Anglin speelde zes maanden met de band voordat de Tweede Wereldoorlog uitbrak en Jack besloot om dienst te nemen in het Amerikaanse leger. Na vier jaar in Europa te hebben doorgebracht, nam Anglin ontslag als sergeant van de medische dienst. Na zijn terugkeer uit dienst begonnen Johnnie en Jack weer samen te toeren. In een poging hun positie in de zuidelijke countrymuziekwereld te verstevigen, richtten Johnnie en Jack in 1947 de Louisiana Hayride Barn-show op. Het harde werk werd beloond toen het duo in 1952 vaste ingezetenen werd van de Grand Ole Opry. Aan het begin van hun tournee met de Opry traden Johnnie en Jack meer dan 3000 keer samen op in vijf landen, terwijl ze 100.000 mijl per jaar aflegden en meer dan 100 liedjes schreven. Bekend om hun snelle en leuke routines, betaalde het publiek vijfenzeventig cent per persoon om het broederlijke folkduet enkele van hun 'love gone wrong-hits' te horen zingen, zoals Poison Love, Crying Heart Blues, Ashes of Love en Hummingbird.

## Privéleven en overlijden
Op 8 maart 1963 zwenkte Anglin van New Due West Avenue af en belandde via een greppel van twaalf voet diep tegen een boom in Madison, Tennessee. De dood van Jack Anglin was een klap voor de countrymuziek-gemeenschap. Eerder die week kwamen vier andere leden van de Grand Ole Opry om bij een vliegtuigongeluk. Op de ochtend van zijn dood woonde Anglin eerst de gezamenlijke diensten van Cowboy Copas en Randy Hughes bij, daarna het gedenkdienst voor Hawkshaw Hawkins voordat hij naar de kapperszaak ging om zich voor te bereiden op de herdenkingsdienst van Patsy Cline. Het was het kapsel dat ervoor zorgde dat Jack Anglin te laat was, waardoor hij zich ging haasten om op tijd bij Cline te zijn, waardoor hij te hard ging rijden en de controle over zijn voertuig verloor. Jack Anglin overleed aan de gevolgen van een schedelbreuk. Anglin werd begraven in Goodlettsville op dezelfde begraafplaats als Cowboy Copas. In zijn memoires By The Seat of my Pants uit 1993, beweerde muzikant Buddy Killen dat Jack Anglin de tegenovergestelde richting van de begrafenis opging en niet overleed bij het ongeval. Er is nooit bewijs geleverd om zijn bizarre bewering te ondersteunen. Jack liet zijn jonge zoon Terry en vrouw Louise achter. Twee weken voor zijn dood hadden Jack Anglin en Johnnie Wright twee nieuwe nummers uitgebracht die ze hoopten snel uit te kunnen brengen. Na zijn dood opende zijn familie in 1983 een museum ter ere van zijn muzikale nalatenschap op Old Hickory Boulevard. Aan het eind van de twintigste eeuw werden twee van Jack Anglins liedjes gebruikt als soundtracks voor de televisieprogramma's The Marty Stuart Show en God's Bloody Acre-Kitty Wells.
- International Standard Name Identifier: 0000 0000 6395 489X
- Library of Congress Control Number: no98046948
- MusicBrainz: e234e310-b65e-479a-a373-7faa2c84e645
- SNAC: w63b7ct5
- Virtual International Authority File: 7007285
- WorldCat: E39PBJgd69gx3cMx8bQfC47JXd